# M-88
Pour les articles homonymes, voir M88.
Pour plus de détails, voir Fiche technique et Distribution.
M-88 est un film réalisé par Jacques Bral, sorti en 1970.

## Fiche technique
- Titre : M-88
- Réalisation : Jacques Bral
- Scénario : Jacques Bral
- Format : Couleurs
- Genre : Drame
- Date de sortie : 1970